# Élections cantonales de 1982 dans la Somme
Les élections cantonales ont eu lieu le 14 et le 21 mars 1982.

## Contexte départemental

### Assemblée départementale sortante
Avant les élections, le conseil général de la Somme est présidé par Max Lejeune (UDF-MDS), à la tête du département depuis 1945. Il comprend 44 conseillers généraux issus des 44 cantons de la Somme. 23 d'entre eux sont renouvelables lors de ces élections.
| Parti                              | Parti                            | Sigle | Sigle   | Élus | Élus | Groupe                  |
| ---------------------------------- | -------------------------------- | ----- | ------- | ---- | ---- | ----------------------- |
| Droite (22 sièges)                 |                                  |       |         |      |      |                         |
| Union pour la démocratie française | Mouvement démocrate-socialiste   |       | UDF-MDS | 10   | 16   | Majorité départementale |
| Union pour la démocratie française | Centre des démocrates sociaux    |       | UDF-CDS | 5    | 16   | Majorité départementale |
| Union pour la démocratie française | Parti républicain                |       | UDF-PR  | 1    | 16   | Majorité départementale |
| Rassemblement pour la République   | Rassemblement pour la République |       | RPR     | 3    | 3    | Majorité départementale |
| Divers droite                      | Divers droite                    |       | DVD     | 3    | 3    | Majorité départementale |
| Gauche (22 sièges)                 |                                  |       |         |      |      |                         |
| Parti communiste français          | Parti communiste français        |       | PCF     | 12   | 12   | Communiste              |
| Parti socialiste                   | Parti socialiste                 |       | PS      | 10   | 10   | Socialiste              |
| Président du conseil général       |                                  |       |         |      |      |                         |
| Max Lejeune (UDF-MDS)              |                                  |       |         |      |      |                         |

## Conseil général élu
| Canton                 | Conseiller sortant        | Parti | Parti   | Conseiller élu            | Parti | Parti   |
| ---------------------- | ------------------------- | ----- | ------- | ------------------------- | ----- | ------- |
| Abbeville-Sud          | Max Lejeune               |       | UDF-MDS | Max Lejeune               |       | UDF-MDS |
| Ailly-sur-Noye         | Pierre Classen            |       | UDF-MDS | Pierre Classen            |       | UDF-MDS |
| Amiens-Ouest           | Marie-Stéphanie Kaczmarek |       | PCF     | Marie-Stéphanie Kaczmarek |       | PCF     |
| Amiens-Nord-Ouest      | Eliane Cosserat           |       | PCF     | Eliane Cosserat           |       | PCF     |
| Amiens-Nord-Est        | René Carouge              |       | PCF     | René Carouge              |       | PCF     |
| Bernaville             | Jacques Becq              |       | PS      | Joël Hart                 |       | RPR     |
| Boves                  | Pierre Desse              |       | DVD     | Pierre Desse              |       | DVD     |
| Bray-sur-Somme         | Fernand Adriaenssens      |       | UDF-MDS | Fernand Adriaenssens      |       | UDF-MDS |
| Chaulnes               | Serge Bayard              |       | UDF-MDS | Serge Bayard              |       | UDF-MDS |
| Crécy-en-Ponthieu      | Charles Ponchel           |       | PS      | Régis Lécuyer             |       | DVD     |
| Domart-en-Ponthieu     | Gilbert Temmermann        |       | PS      | Gilbert Temmermann        |       | PS      |
| Hallencourt            | Claude Jacob              |       | PCF     | Pierre Martin             |       | RPR     |
| Ham                    | Jean Goubet               |       | PCF     | Jean Boitel               |       | PS      |
| Hornoy-le-Bourg        | Charles Dufour            |       | DVD     | Charles Dufour            |       | DVD     |
| Moreuil                | Marius Gardès             |       | PS      | François Soilleux         |       | CNIP    |
| Nouvion                | Ernest Lécuyer            |       | UDF-MDS | Ernest Lécuyer            |       | UDF-MDS |
| Oisemont               | Jérôme Bignon             |       | RPR     | Jérôme Bignon             |       | RPR     |
| Péronne                | Edouard Guilbeau          |       | PCF     | Jean-Marie Carbonelle     |       | UDF-PR  |
| Picquigny              | René Régnier              |       | PCF     | Bernard Galliot           |       | UDF-CDS |
| Poix-de-Picardie       | Pierre Daniel             |       | DVD     | Pierre Daniel             |       | DVD     |
| Rosières-en-Santerre   | Jean Millet               |       | PS      | Jacques Trobas            |       | RPR     |
| Rue                    | Gabriel Deray ¹           |       | UDF-MDS | Pierre Bamière            |       | RPR     |
| Saint-Valery-sur-Somme | Gilbert Gauthé            |       | PS      | Gilbert Gauthé            |       | PS      |

*Conseillers généraux sortants ne se représentant pas
¹ Siège vacant à la suite de la démission de Gabriel Deray en 1982.

### Élus
| Partis       | Partis                                      | Conseillers sortants | Conseillers élus | Évolution |
| ------------ | ------------------------------------------- | -------------------- | ---------------- | --------- |
|              | Union pour la démocratie française          | 6                    | 7                | 1         |
|              | Rassemblement pour la République            | 1                    | 5                | 4         |
|              | Divers droite                               | 3                    | 4                | 1         |
|              | Centre national des indépendants et paysans | /                    | 1                | 1         |
| Total Droite | Total Droite                                | 10                   | 17               | 7         |
|              | Parti communiste français                   | 7                    | 3                | 4         |
|              | Parti socialiste                            | 6                    | 3                | 3         |
| Total Gauche | Total Gauche                                | 13                   | 6                | 7         |

### Groupes politiques
| Parti                                       | Parti                                       | Sigle | Sigle   | Élus | Élus | Groupe                  |
| ------------------------------------------- | ------------------------------------------- | ----- | ------- | ---- | ---- | ----------------------- |
| Majorité (29 sièges)                        |                                             |       |         |      |      |                         |
| Union pour la démocratie française          | Mouvement démocrate-socialiste              |       | UDF-MDS | 9    | 17   | Majorité départementale |
| Union pour la démocratie française          | Centre des démocrates sociaux               |       | UDF-CDS | 6    | 17   | Majorité départementale |
| Union pour la démocratie française          | Parti républicain                           |       | UDF-PR  | 2    | 17   | Majorité départementale |
| Rassemblement pour la République            | Rassemblement pour la République            |       | RPR     | 7    | 7    | Majorité départementale |
| Divers droite                               | Divers droite                               |       | DVD     | 4    | 4    | Majorité départementale |
| Centre national des indépendants et paysans | Centre national des indépendants et paysans |       | CNIP    | 1    | 1    | Majorité départementale |
| Opposition (15 sièges)                      |                                             |       |         |      |      |                         |
| Parti communiste français                   | Parti communiste français                   |       | PCF     | 8    | 8    | Communiste              |
| Parti socialiste                            | Parti socialiste                            |       | PS      | 7    | 7    | Socialiste              |
| Président du conseil général                |                                             |       |         |      |      |                         |
| Max Lejeune (UDF-MDS)                       |                                             |       |         |      |      |                         |